# Ochropleura basiclavis
Ochropleura basiclavis là một loài bướm đêm trong họ Noctuidae.